# 普里尤特 (尼科波爾區)
47°54′49″N 34°1′50″E / 47.91361°N 34.03056°E
普里尤特（烏克蘭語：Приют），是烏克蘭中部的村莊，隸屬第聶伯羅彼得羅夫斯克州的尼科波爾區。該村處於巴扎夫盧克河左岸，分別距離巴扎夫盧喬克2公里和帕夫洛皮爾利亞3公里，海拔高度83米，2001年人口126。